# Мокин, Михаил Андреевич
Михаи́л Андре́евич Мо́кин (род. 6 февраля 1992, Новый Уренгой, Тюменская область) — российский хоккеист, нападающий. Мастер спорта России (2025).

## Карьера
Воспитанник хоккейной школы «Трактора». В сезоне 2009/10 дебютировал за «Белых Медведей» в МХЛ. В сезоне 2012/13 был капитаном «Белых Медведей» и с 31 шайбой стал лучшим бомбардиром команды. В КХЛ впервые сыграл 4 сентября 2013 года в матче против московского «Динамо».
В сезоне 2016/17 выступал за нижнетагильский «Спутник». В следующем имел двусторонний контракт с клубами КХЛ и ВХЛ «Куньлунь Ред Стар» и «Куньлунь Ред Стар Хэйлунцзян», набрал 51 (19+32) очко и стал по итогам регулярного чемпионата вторым бомбардиром лиги и лучшим бомбардиром команды.